# ریائو ایرلاینز
ریائو ایرلاینز (به انگلیسی: Riau Airlines) یک شرکت هواپیمایی با کد یاتا PK است که در تاریخ ۲۰۰۲ میلادی تأسیس شده است. دفتر مرکزی ریائو ایرلاینز در پکانبارو، اندونزی واقع شده‌است و قطب این شرکت هواپیمایی در فرودگاه بین‌المللی سلطان سیاریف قسیم دوم قرار دارد و به ۳ مقصد، پرواز مستقیم انجام می‌دهد.